# Huvudstabadet

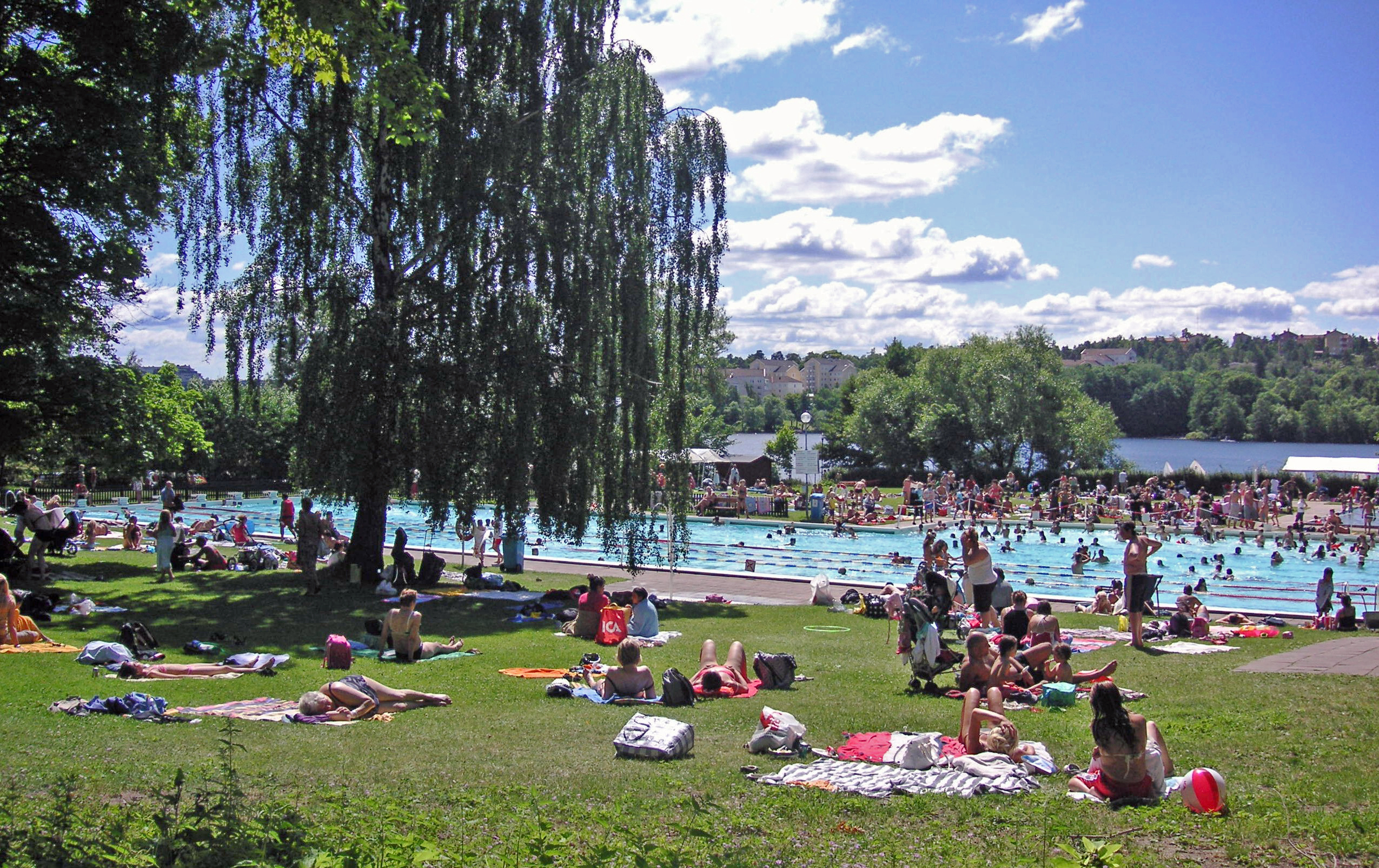
Huvudstabadet på sommaren 2008.
I bakgrunden syns Ulvsundasjön.

Huvudstabadet är ett tempererat utomhusbad i Huvudsta, Solna kommun beläget vid Huvudsta strandpromenad intill Ulvsundasjön, ett 100-tal meter väster om Huvudsta gård.

## Beskrivning
Badet består av två bassänger, en stor med en längd av 50 meter och en mindre barnbassäng. Den stora bassängen består av en grund del som ibland används till simskola och en djup del för simning i banor. Badet har även två omklädningsrum med bastu och dusch och en servering. Flera utomhusduschar finns även på badplatsområdet som är inhägnat. Anläggningen ägs av Solna stad. Verksamheten drivs av bolaget Fair Utveckling AB, på uppdrag av Solna stad.  
Nedanför bassängbadet lät Solna kommun bygga ett mindre kallbad i Ulvsundasjön. Det är utrustat med omklädningshytter, toaletter och uteduch. Badet öppnade sommaren 2018 och i anslutning till badet finns ett café. Kallbadet är fritt att använda för alla, medan bassängbadet kostar inträde.